# Trnavská pahorkatina

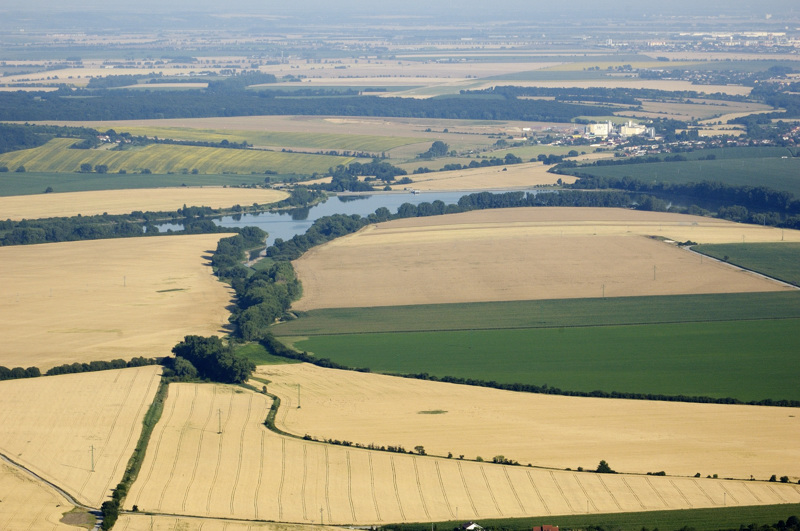
Landschaft bei Boleráz

Die Trnavská pahorkatina (deutsch etwa Tyrnauer Hügelland(schaft)) ist ein Teil des Donauhügellands, dem mehr gebirgigen Teil des slowakischen Donautieflands, und ist etwa 1.700 km² groß.
Das Hügelland wird hauptsächlich von den in der letzten Eiszeit angewehten Lössböden bedeckt und wird von den Kleinen Karpaten im Westen, der Tallandschaft Považské podolie im Norden, der Aulandschaft Dolnovážska niva im Osten sowie der Donauebene im Süden begrenzt. Von der Donauebene im Süden heraus verengt sich das Hügelland und ragt bis Beckov keilartig zwischen den Kleinen Karpaten und dem Považský Inovec hinein. Neben der Waag ist der Dudváh der zweite bedeutende Fluss.
Die Trnavská pahorkatina ist nach der Stadt Trnava (deutsch Tyrnau) benannt; weitere Städte sind Hlohovec, Leopoldov, Piešťany, Vrbové und Nové Mesto nad Váhom.